# 高橋里美
高橋里美（日语：／ Takahashi Satōmi，1886年11月28日—1964年5月6日)，日本哲學家，东北大学第9任校長，文化功勞者。

## 經歷
1886年出生於山形縣東置賜郡上多村（現米澤市）。就讀米澤中學（现山形縣立米澤興讓館高等學校）以及第一高中。1907年进入東京帝國大學文學院哲學系，1910年畢業後，繼續攻讀研究生並完成學業。26歲時高橋發表了第一篇論文意識現象的事實和意義（哲學雜誌1912年5月/6月號），批评了西田幾多郎善的研究，而後與西田發生辯論。
1919年（大正8年）任新潟高中（舊制）教授。1921年任東北帝國大學理學院助理教授。1925年奉教育部之命作为海外研究員赴德國留学，分別前往海德堡大學和進行研究交流，師從海因里希·李凯尔特和。1928年回到日本，晋升為東北帝國大學法律文學部教授，開啟哲學課程。1937年起任法律文學部主任。
1947年出任山形高中（舊制）校長。1948年，他向東北大学提交了在1942年完成的論文，獲得了文學博士學位。1949年就任東北大學第9任校長。盟軍佔領期間，發生GHQ（盟軍總司令部）要求大學進行赤色清洗時，曾協助進行埃爾斯宣告。
1950年當選為日本學士院會員；在12月13日同第一部的新會員與昭和天皇在皇居共進午餐。1956年1月9日，在受詔出席宮中舉行的講書始儀式上，以為題發表演說。1957年，卸任東北大學校長，授銜名譽教授，1958年授予文化功勞者。1964年去世，追授正三位和瑞寶大綬章勛章。

## 作品及相關著作
高橋里美專攻德國现代哲學，也被譽為將現象學研究引入日本的人。在高橋的第一篇論文意識現象的事實與意義（哲學雜誌1912年5月/6月號）中，他批评了西田幾多郎，意識現象的事實和意義是对善的研究的第一次全面批评。西田在10月號上發表了反駁，雙方展开了辯論。高橋里美是日本少數構建了獨立於西田哲学體系之外的哲學家之一。生涯著作共13本，翻譯書籍2本，柏格森的物质与记忆以及黑格尔的哲学概论（與武市健人合譯）。高橋過世後，他的作品整理出版概為高橋里美全集（7卷）。高橋里美先生文集紀念部於1979年出版高桥里美：人與思想。

## 外部連結
- 高橋里美“自由與存在” -档案